# Al Murhaqoon
Al Murhaqoon (المرهقون) è un film del 2023 diretto da Amr Gamal.
Il film è stato presentato in anteprima al 73º Festival Internazionale del Cinema di Berlino, dove ha vinto il Premio Amnesty. Al Murhaqoon è il primo film yemenita ad essere ufficialmente selezionato per la proiezione alla Berlinale. Il film è stato selezionato per la candidatura ufficiale dello Yemen agli Academy Awards.

## Trama
Ahmed e Isra'a, giovane coppia yemenita con tre figli, ha perso il lavoro dopo la guerra civile del 2015 e sofferto per la crisi economica dello Yemen. Quando Isra'a scopre di essere incinta, sceglie di abortire nonostante viva in una società che condanna l'atto sia culturalmente che religiosamente.
La coppia non riesce a trovare assistenza medica perché diversi medici si rifiutano ed evitano il modo tradizionale perché Isra'a è anemica. Ahmed chiede a Isra'a di cercare l'aiuto della sua cara amica, la dottoressa Muna. I due si incontrano con Muna, che si rifiuta di dare una mano e mette in guardia Isra's dal commettere l'atto proibito. Ahmed riesce a trovare un'ostetrica che può eseguire l'aborto a casa. Muna lo scopre e ferma l'azione al momento giusto.
Muna decide di eseguire l'intervento da sola quando si rende conto che Isra'a lo farebbe ad ogni costo. Dopo l'operazione, Muna ignora tutti i tentativi di Isra'a di contattarla. Isra'a prova rimorso sia per Muna che per l'aborto, ma Ahmed la convince che devono adattarsi e andare avanti per il bene dei loro figli. 
In fine, ad Aden, andando verso la scuola dei bambini, sui volti dei genitori ci sono tratti misti di sollievo e paura.